# Hydrure de calcium
L'hydrure de calcium est un composé chimique de formule CaH2. Sa poudre grise (blanche si elle est pure, ce qui est très rare) réagit avec l'eau pour former du dihydrogène. Pour cette raison, il est utilisé comme agent séchant (dessicant).
Dans l'eau, 1 g d'hydrure de calcium libère 1 litre de dihydrogène (dans les conditions normales de température et de pression).

## Synthèse
L'hydrure de calcium est préparé en faisant réagir directement du calcium et de l'hydrogène entre 300 et 400 °C.

## Utilisation

### Agent réducteur
L'hydrure de calcium est utilisé comme réducteur pour former de la poudre métallique à partir d'oxydes de titane, de vanadium, de niobium, de tantale et d'uranium.
NbO2 + 2 CaH2 → Nb + 2 CaO + 2 H2

### Source d'hydrogène
L'hydrure de calcium permet de produire de l'hydrogène lorsqu'il est mis en présence d'eau.
CaH2 + 2 H2O → Ca(OH)2 + 2 H2

### Dessicant
La réaction permettant de produire de l'hydrogène à partir d'hydrure de calcium est aussi employée comme procédé de dessication.